# سرية زيد بن حارثة (الطرف)
سرية زيد بن حارثة أحد سرايا الرسول , أرسل فيها الصحابي زيد بن حارثة إلى بني ثعلبة بالطرف ككتف وهو اسم ماء.

## أحداث السرية
بعث الرسول زيد بن حارثة إلى بني ثعلبة في خمسة عشر رجلا من الصحابة أي بالطرف ، فأصاب عشرين بعيرا وشاء ، ولم يجد أحدا ، لأنهم ظنوا أن الرسول سار إليهم ، فصبح زيد بالنعم والشاء المدينة ، وقد خرجوا في طلبه فأعجزهم , وكان شعار الصحابة الذي يتعارفون به في ظلمة الليل أمت أمت. قال الذهبي: «سَرِيَّةُ زيدِ بْن حارثة إلى الطَّرف، إلى بني ثعلبة، في خمسة عشر رجلا، فهربت الأعراب وخافوا، فأصاب من نَعَمِهم عشرين بعيرًا، وغاب أربع ليالٍ».